# Terravecchia
Terravecchia ist eine italienische Gemeinde in der Provinz Cosenza in der Region Kalabrien mit 575 Einwohnern (Stand 31. Dezember 2023).
Terravecchia liegt 132 km westlich von Cosenza.
Die Nachbargemeinden sind Crucoli (KR), Scala Coeli und Cariati.

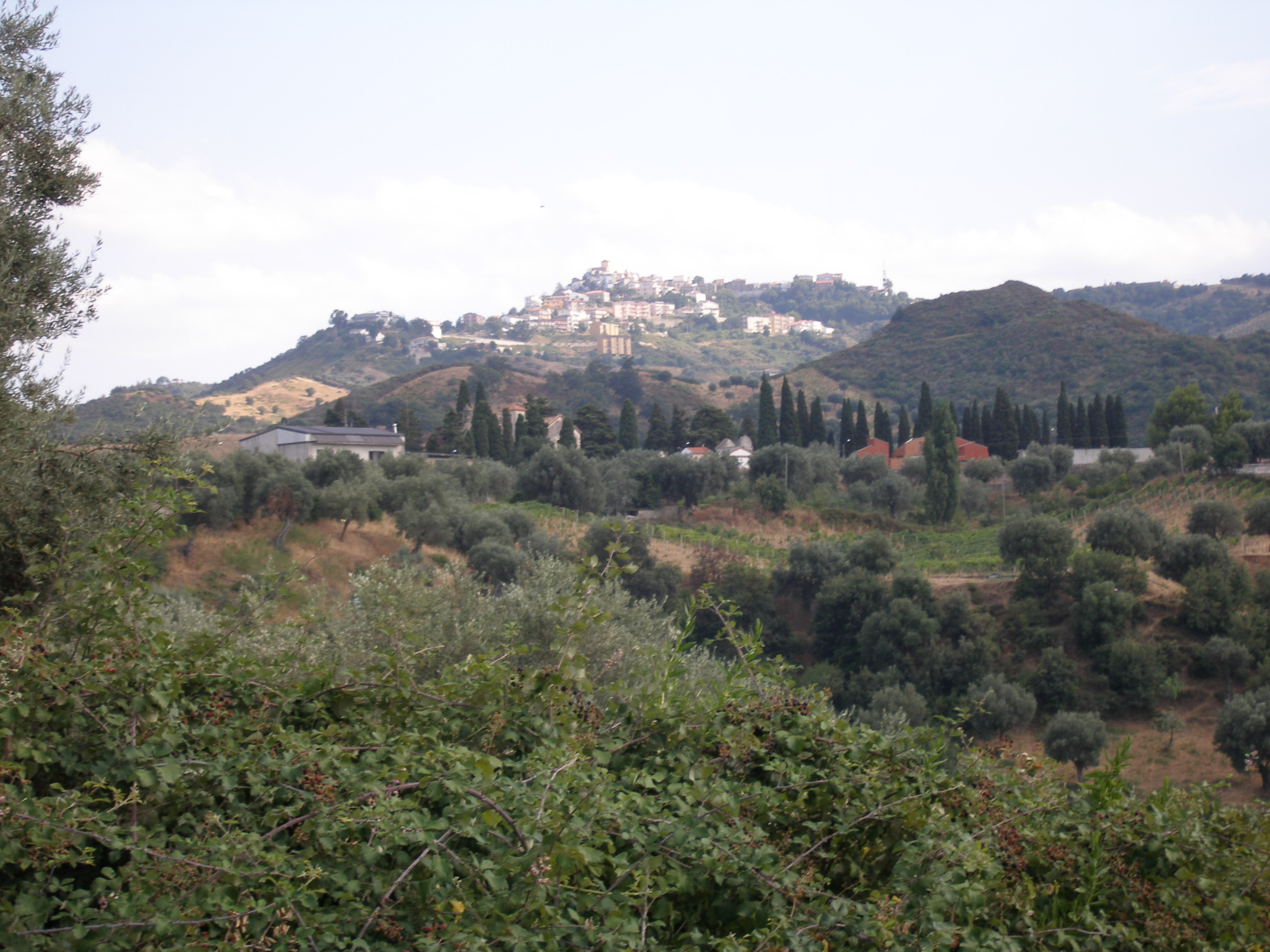
Terravecchia von Cariati aus fotografiert.